# Thiruneermalai
Thiruneermalai (o Tiruneermalai) è una suddivisione dell'India, classificata come town panchayat, di 19.019 abitanti, situata nel distretto di Kanchipuram, nello stato federato del Tamil Nadu. In base al numero di abitanti la città rientra nella classe IV (da 10.000 a 19.999 persone).

## Geografia fisica
La città è situata a 12° 57' 40 N e 80° 07' 08 E.

## Società

### Evoluzione demografica
Al censimento del 2001 la popolazione di Thiruneermalai assommava a 19.019 persone, delle quali 9.621 maschi e 9.398 femmine. I bambini di età inferiore o uguale ai sei anni assommavano a 2.035, dei quali 963 maschi e 1.072 femmine. Infine, coloro che erano in grado di saper almeno leggere e scrivere erano 15.053, dei quali 8.062 maschi e 6.991 femmine.